# Хамварде
Хамварде (нем. Hamwarde) — община в Германии, в земле Шлезвиг-Гольштейн. 
Входит в состав района Герцогство Лауэнбург. Подчиняется управлению Хоэ Эльбгест.  Население составляет 759 человек (на 31 декабря 2010 года). Занимает площадь 6,68 км².